# Olene S. Walker
Olene Smith Walker (Ogden, 15 novembre 1930 – Salt Lake City, 28 novembre 2015) è stata una politica statunitense, governatrice dello Utah dal 2003 al 2005, nonché prima donna a rivestire tale carica.
In quanto vicegovernatrice, la Walker subentrò a Mike Leavitt quando questi fu eletto amministratore dell'EPA. Mantenne l'impiego fino alla conclusione del mandato, ma per una controversia non figurò fra i candidati per le elezioni successive, lasciando quindi il posto al compagno di partito Jon Huntsman.
È ricordata, tra l'altro, per aver abolito la fucilazione come metodo di esecuzione capitale nello Utah nel 2004.